# Emmenbrücke
Emmenbrücke (toponimo tedesco) è una frazione del comune svizzero di Emmen, nel distretto di Hochdorf (Canton Lucerna).

## Geografia fisica
Emmenbrücke sorge a nord della confluenza tra la Kleine Emme e la Reuss.

## Monumenti e luoghi d'interesse
- Chiesa parrocchiale cattolica di Santa Maria, eretta nel 1956-1958[1][2].

## Società

### Evoluzione demografica
Nel 1888 Emmenbrücke contava circa 700 abitanti.

## Geografia antropica

### Località
Emmenbrücke è formato dalle località di:
- Emmenbaum
- Emmenweid
- Gerliswil[3]

## Infrastrutture e trasporti

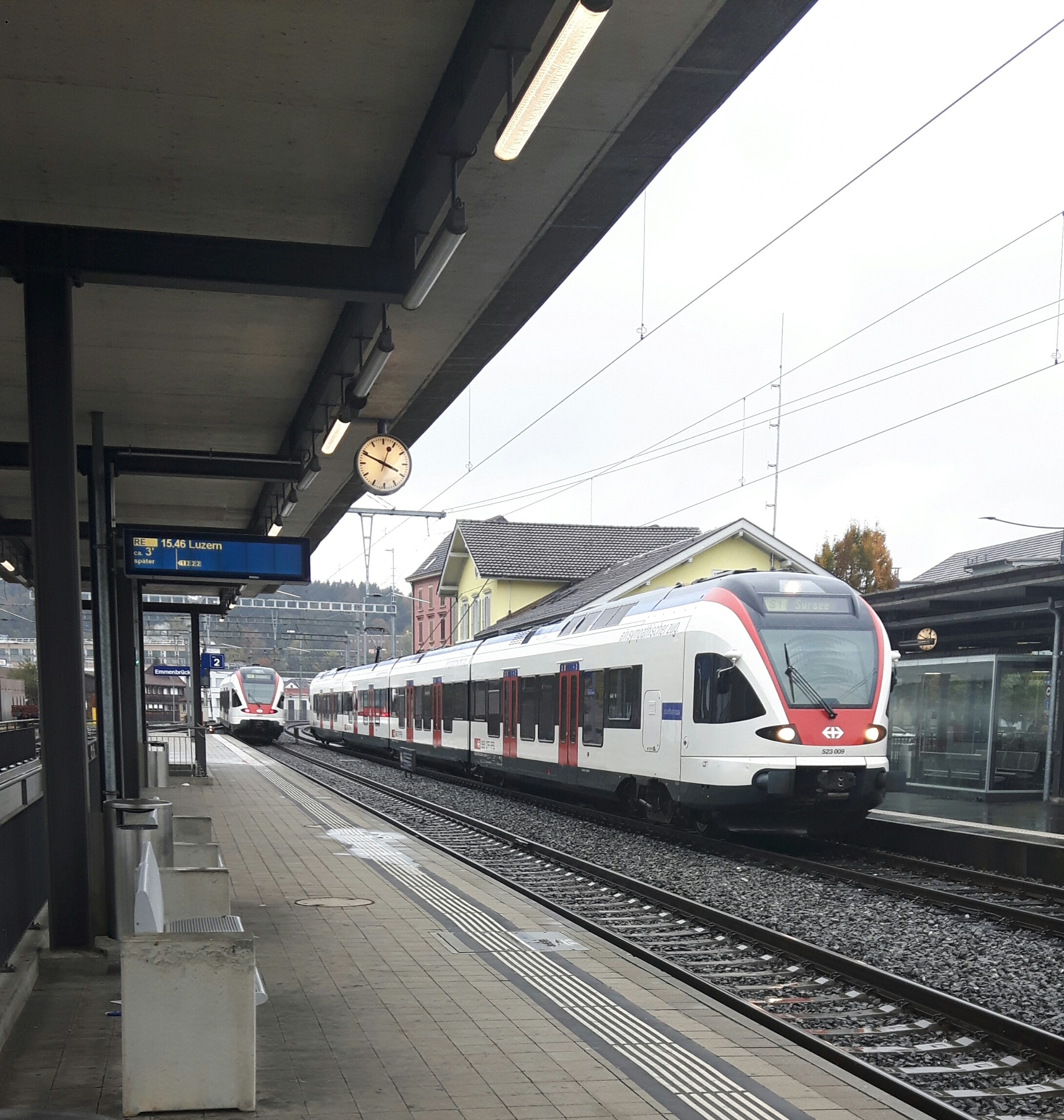
Treni alla stazione di Emmenbrücke

Emmenbrücke è servita dall'omonima stazione ferroviaria che si trova sulla linea Olten-Lucerna e da cui si dirama la Seetalbahn per Lenzburg.
La frazione è altresì servita dalle filovie 2 (Emmen-stazione di Lucerna) e 5 (Emmenbrücke-Kriens) della rete autofiloviaria di Lucerna.

## Sport
A Emmenbrücke ha sede la squadra di calcio Fussballclub Emmenbrücke che gioca nel locale Stadion Gersag.